# Rudolf Sendig

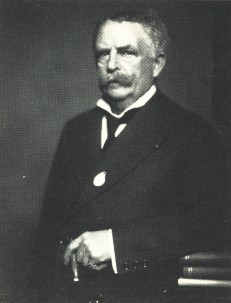
Rudolf Sendig um 1905 auf einer Fotografie von Nicola Perscheid.

Rudolf Sendig (* 7. Januar 1848 in Breslau; † 28. Januar 1928 in Bad Schandau; vollständiger Name: Emil Friedrich Rudolf Sendig) war ein deutscher Visionär, Hotelier, Stadtrat und Ehrenbürger von Bad Schandau in der sächsischen Schweiz.

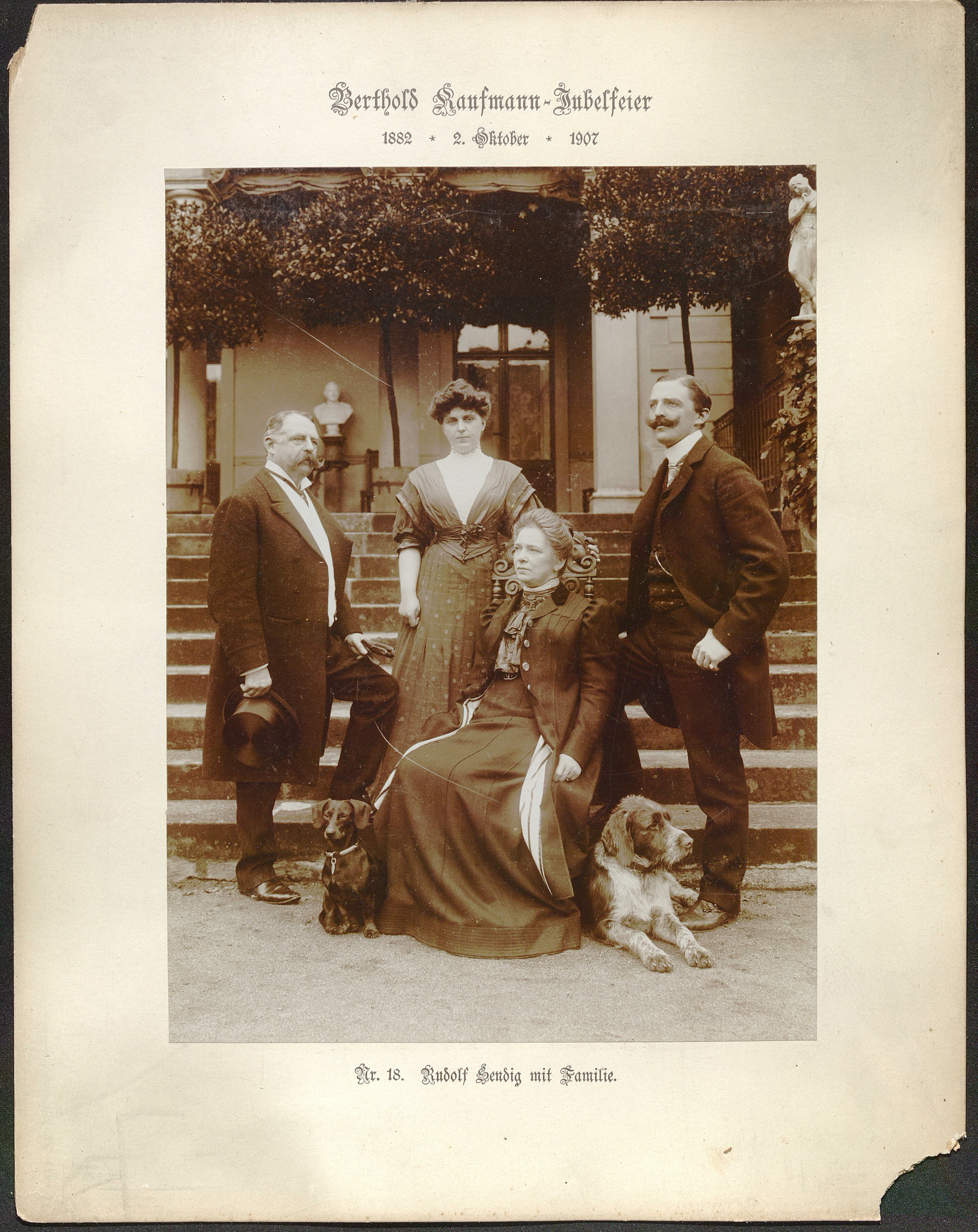
Rudolf Sendig mit Familie, 1907

## Leben

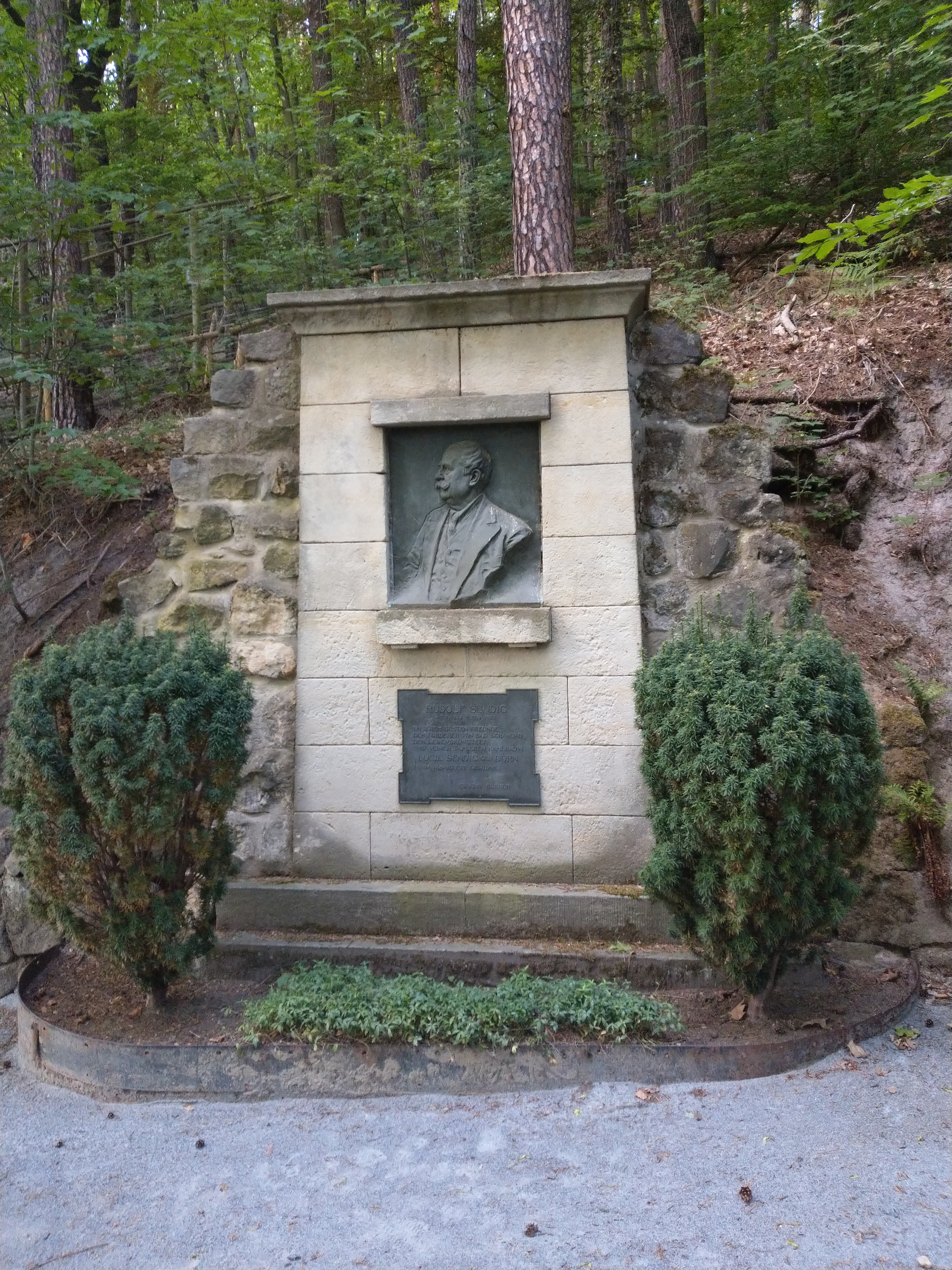
Gedenkplatz an Rudolf Sendig, unweit des Personenaufzuges

Sein Vater stammte aus einer alten Dresdner Kaufmannsfamilie. Er war verheiratet mit Anna Lucile Dorn (* 22. August 1850; † 5. Oktober 1927), die er am 11. Februar 1879 in der Katholischen Hofkirche in Dresden heiratete.

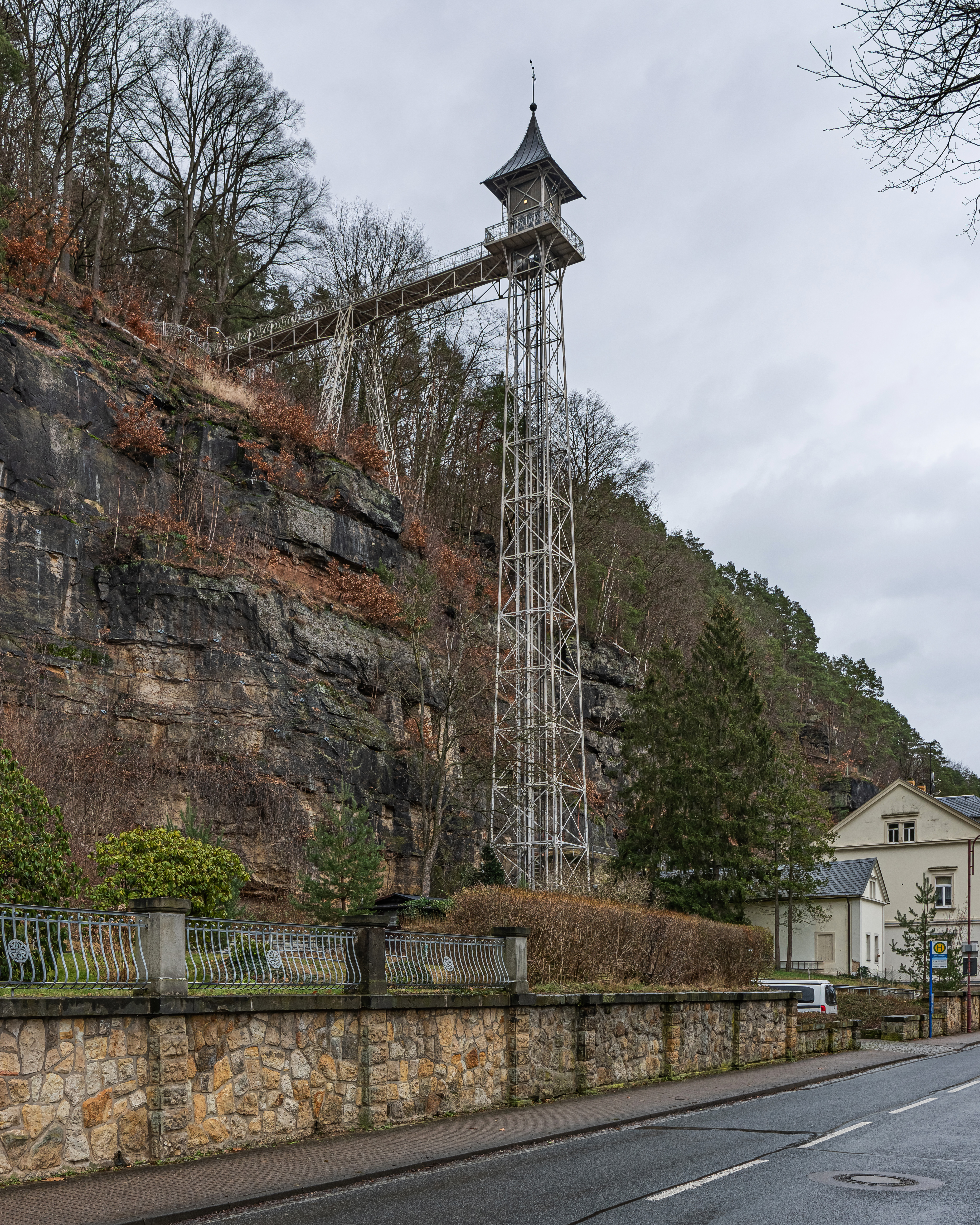
Freistehender elektrischer Personenaufzug, technisches Denkmal, geschaffen von Rudolf Sendig

Im Jahr 1871 kam Rudolf Sendig erstmals nach Schandau, zuerst arbeitete er als Koch im Hotel „Forsthaus“ und später dann im Hotel „Deutsches Haus“. 1876 richtete er die „Villa Königin Carola“ als Logierhaus ein. Im Jahr 1880 wurde „Villa Quisisana“ im Stil der italienischen Renaissance nach Plänen des Dresdner Architekten Christian Friedrich Arnold durch Zimmermeister Porsche und Baumeister Berndt aus Schandau erbaut.
Im Jahr 1882 pachtete Rudolf Sendig das neuerbaute Kurhaus auf zehn Jahre und begann damit nach Plänen des Gartenbauingenieurs Bertram aus Dresden einen Park, den sogenannten Sendigpark anzulegen. In diesem wurde 1883 ein Denkmal von König Albert eingeweiht, das von dem aus Dresden nach Schandau übergesiedelten Bildhauer Johann Friedrich Heynert (1857–1888) geschaffen wurde. Später folgte der Bau des Porticus und der Wandelhalle im Sendigpark.
Am 23. Januar 1884 wurde Sendig zu einer Audienz bei der russischen Zarin Dagmar in St. Petersburg zugelassen. Infolgedessen wurde am 2. Juli 1884 die nach Plänen von Christian Friedrich Arnold ebenfalls im Stil der italienischen Renaissance mit Loggien erbaute „Russische Villa“ als Offizierskurhaus eröffnet. Seit 1927 befindet sich hier die katholische Kirche von Bad Schandau, zwischenzeitlich hieß sie auch „Villa Rudolf“.
1886 erwarb Rudolf Sendig die der „Villa Quisisana“ ostwärts benachbarte „Villa Lucia“. Im Folgejahr wandelte er die Sendig’schen Etablissements in die Aktiengesellschaft „Vereinigte Hotels Sendig - Schandau“ um, in der er als Vorstand agierte. Mit dem auf diese Weise beschafften Kapital ließ er 1887/1888 die „Königsvilla“ nach Plänen der Architekten Oswald Haenel und Drechsler aus Dresden durch Baumeister Sänger aus Schandau erbauen. Zur Absicherung weiterer Baumaßnahmen (z. B. Beseitigung baufälliger und unschöner Häuser, Errichtung von Kolonnaden mit Verkaufseinrichtungen wie in anderen Badeorten) gründete er 1888 den Schandauer Bauverein. So wurden 1888 das Kolonnaden- bzw. Millionenhaus mit Verkaufseinrichtungen und sechs Bauvereinshäuser errichtet.
Im Jahr 1891 übernahm Rudolf Sendig das Hotel „Europäischer Hof“ in Dresden. In der Folge verlagerte sich der Schwerpunkt seiner unternehmerischen Aktivitäten nach Dresden, wo er 1895 die Europäischer Hof AG als Betriebsgesellschaft gründete, die schließlich auch die Sendig-Häuser in Schandau und an weiteren Orten übernahm.
Am 9. Mai 1896 schenkte er zum 25. Jahrestag seines Wirkens in Bad Schandau der Stadt den Sendigbrunnen. Daraufhin wurde die alte Postelwitzer Straße in Rudolf-Sendig-Straße umbenannt und er bekam die Ehrenbürgerwürde der Stadt Bad Schandau verliehen. Nach 1903 entstand auf der Ostrauer Scheibe in Ostrau eine Villenkolonie im Landhausstil aus Fertigteilen der Firma Witt in Osterwieck (Harz). Sendig selbst nannte sie „meine lieblichen Landhäuser“. Diese ließ er dann mit einem elektrischen Personenaufzug von Schandau aus erschließen. Sendig kaufte noch weitere Grundstücke in Ostrau und plante einen „Weltsportplatz“ und einen Luftschiffhafen. Kurz vor dem Ausbruch des Ersten Weltkriegs scheiterten diese Pläne.
1921, im Alter von 73 Jahren, fasste Sendig nach 58 Jahren Tätigkeit im Hotelgewerbe zwei vorher erschienene Schriften zum Erinnerungsbuch „Im Hotel. Diskrete Indiskretion.“ zusammen. Er nannte es „eine Art fröhlichen Vermächtnisses“, ein mit viel Geschick für Werbung geschriebenes kulturgeschichtliches Zeugnis.
1928 starb Sendig im Alter von 80 Jahren in Bad Schandau. Seine Grabstätte befindet sich auf dem Trinitatisfriedhof in Dresden-Johannstadt.

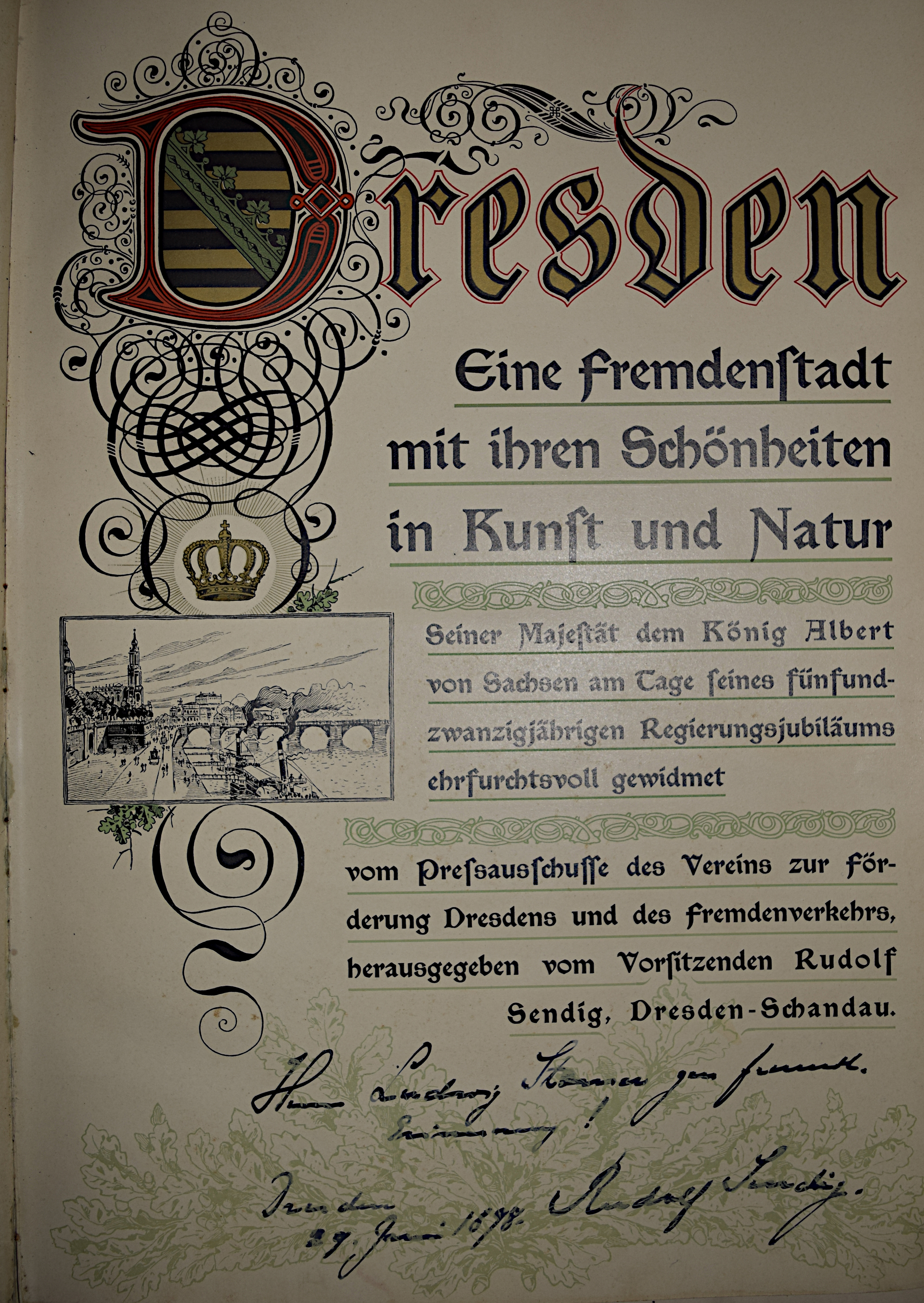
Titelseite des Buches „Dresden – Eine Fremdenstadt mit ihren Schönheiten in Kunst und Natur“, handgezeichnet und unterschrieben von Rudolf Sendig.

## Schriften
- Trinkgeld. Vorschläge. 2. Auflage, Vortrupp-Verlag A. Jenssen, Hamburg 1916. (= Vortrupp-Flugschrift, Nr. 37.)
- Seine stiefmütterlich behandelte Geliebte. Ernstes und Heiteres aus Schandaus Vergangenheit. (Vorwort von Alexander O. Weber) o. O. 1918.
- Im Hotel. Diskrete Indiskretionen. Bad Schandau / Berlin 1920. (mehrere Auflagen, evtl. mit variierenden Titeln)
- Im Hotel. 2. Teil: Diskretes und etwas mehr Indiskretes. Berlin 1921.
- Dresden. Eine Fremdenstadt mit ihren Schönheiten in Kunst und Natur. Von Rudolf Sendig | 1. Januar 1898